# Deutsche Schrift

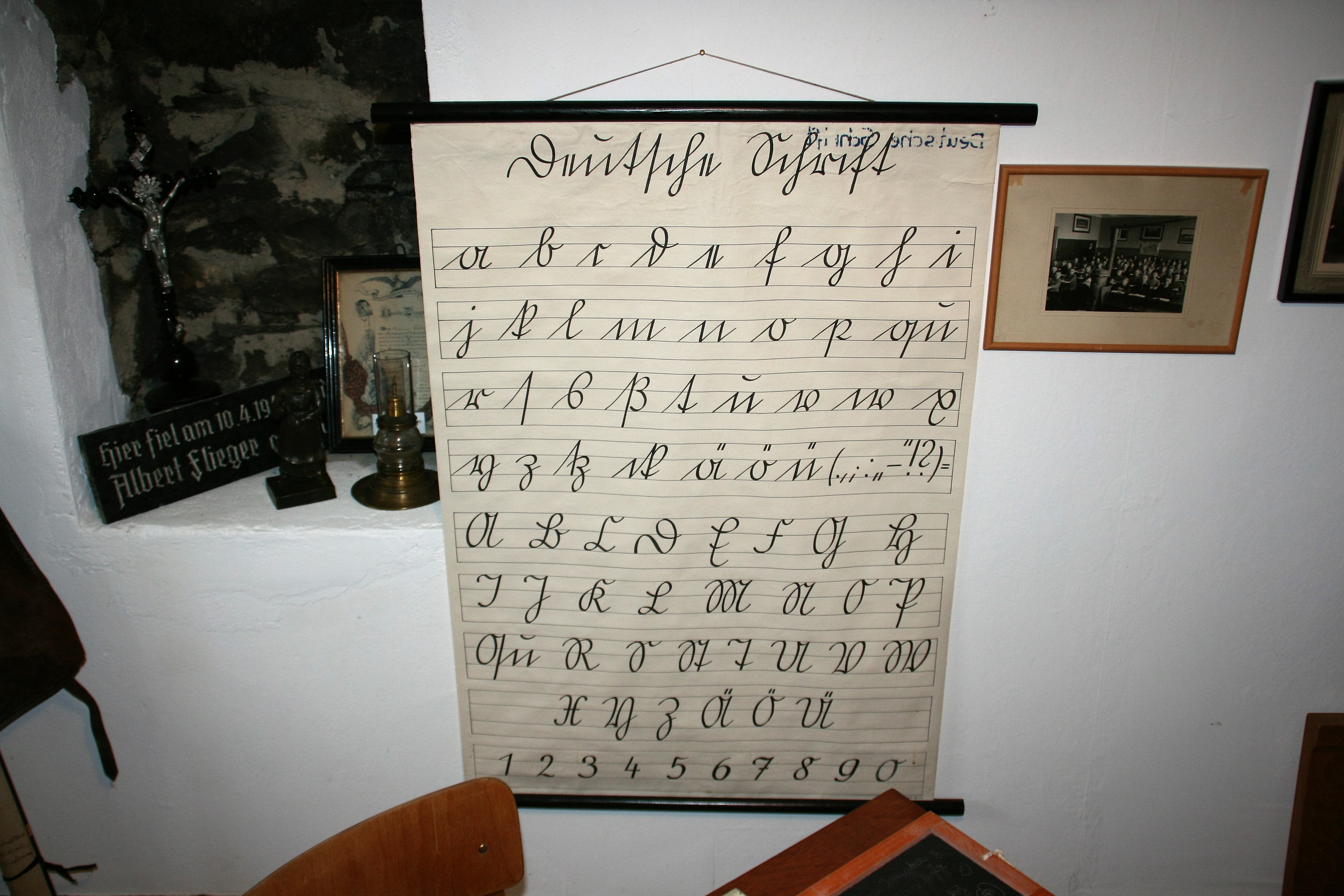
Deutsche Schreibschrift

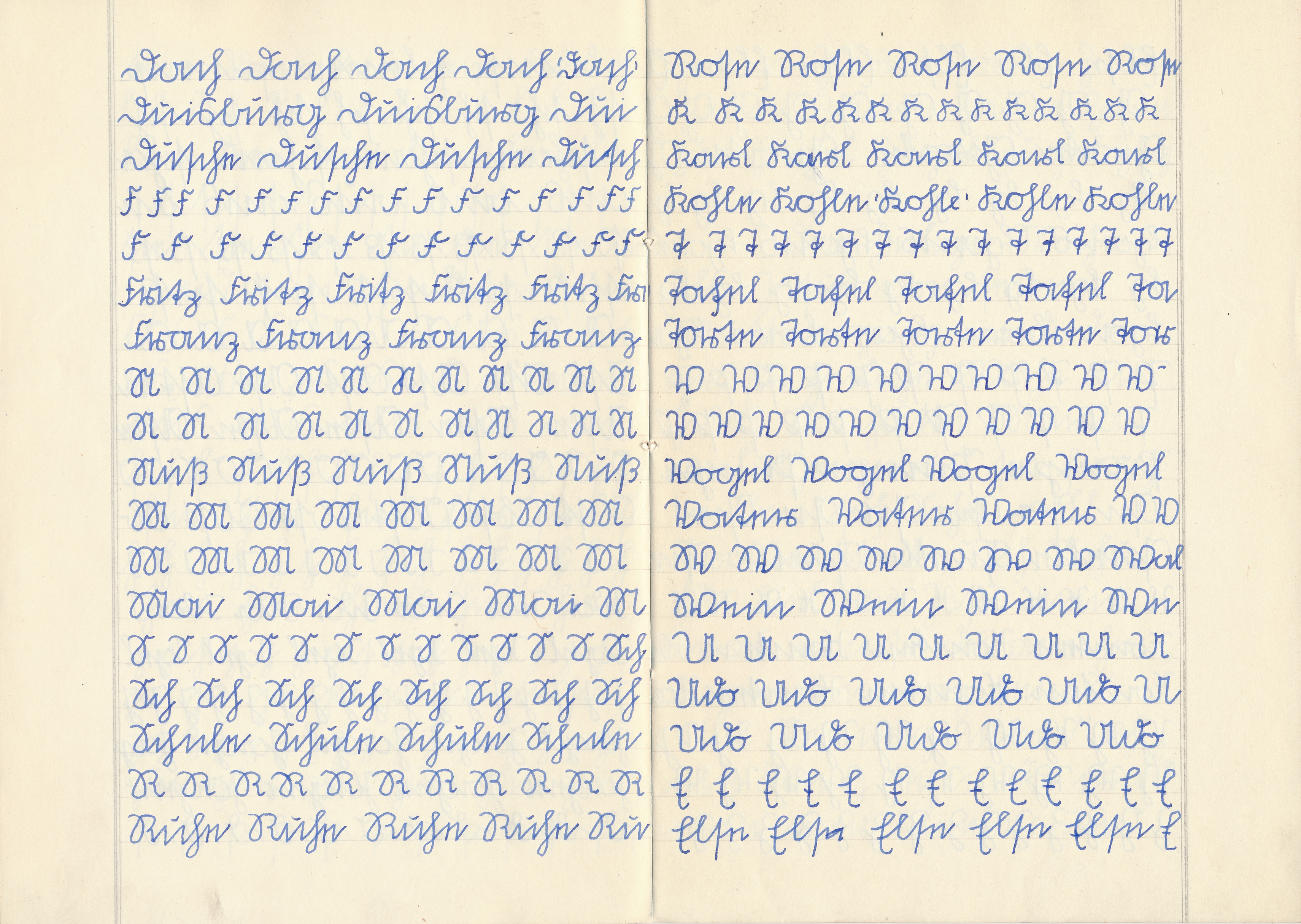
Übungen in deutscher Schreibschrift in einem Schulheft des ersten Schuljahres (1953)

Die Bezeichnung deutsche Schrift wird entweder als Sammelbegriff für einige gebrochene Schriften verwendet, mit denen vom 16. bis zum 20. Jahrhundert deutsche Texte bevorzugt geschrieben und gedruckt wurden, oder dient als Name einer dieser Schriften. In Bezug auf Schreibschrift wird auch die Bezeichnung deutsche Schreibschrift, je nach Zusammenhang sowohl als Sammelbegriff als auch als Einzelname verwendet.

## Schriftarten
Um ihre offizielle Verwendung in deutschen Behörden und Schullehrplänen wurde ein jahrzehntelanger Antiqua-Fraktur-Streit geführt, in dem die Antiqua (auch eingedeutscht Altschrift) die gewohnte deutsche Schrift (unter anderem die häufig gedruckte Fraktur) schließlich durch den Normalschrifterlass 1941 ablöste. Um deutlich zu machen, dass die Schriftformen nicht ausschließlich in Deutschland in Gebrauch waren, wurde in der paläografischen Diskussion auch der Begriff neugotische Schrift vorgeschlagen. Alltagssprachlich werden manche dieser Schriftarten heute auch als alte deutsche Schrift oder altdeutsche Schrift bezeichnet. 
Mit deutscher Schrift sind je nach Zusammenhang meist eine oder mehrere dieser Schriftarten gemeint:

### Druckschriften
- Schwabacher – Im 15. und frühen 16. Jahrhundert die vorherrschende Druckschrift im deutschsprachigen Raum.
- Fraktur – Mitte des 16. bis Anfang des 20. Jahrhunderts die meistbenutzte Druckschrift im deutschsprachigen Raum. Sie war mehrmals offizielle Amtsschrift für Drucksachen im Deutschen Reich. In der Zeit des Nationalsozialismus wurde bis 1940/41 von offizieller Seite darauf gedrungen, die Schrift als „Ausdrucksform bewußt deutschen Denkens“ zu verwenden.[1]
- Antiqua ab 1941 (siehe Antiqua-Fraktur-Streit).
- Weitere gebrochene Schriften.

### Schreibschriften
- Deutsche Kanzleischrift – bis ins 19. Jahrhundert gebräuchlich für amtliche Schriftstücke
- Deutsche Kurrentschrift – Verkehrsschrift im 18. und 19. Jahrhundert
- Deutsche Schreibschrift – Anfang des 20. Jahrhunderts als Schulschrift eingeführt
- Sütterlinschrift – Schulausgangsschrift ab 1928
- Deutsche Verkehrsschrift oder Deutsche Volksschrift – Variante der Sütterlinschrift als Schulausgangsschrift von 1935 bis 1941
- Deutsche Normalschrift – Weiterentwicklung der Sütterlinschrift als Schulausgangsschrift von 1941 bis 1953
- Offenbacher Schrift – wurde nach 1945 bis Anfang der 1960er Jahre an einigen deutschen Schulen als zweite Schreibschrift gelehrt.

Deutsche Schrift ist zudem der Name einiger Schriftarten aus den Jahren 1890 bis 1940, wie etwa Rudolf Kochs 1906 erschienene „Deutsche Schrift“ (sogenannte „Koch-Fraktur“).